# Arthur Butler (4e marquis d'Ormonde)
James Arthur Wellington Foley Butler, 4e marquis d'Ormonde (23 septembre 1849 – 4 juillet 1943) est le fils de John Butler, 2e marquis d'Ormonde et Frances Jane Paget. Au moment de sa naissance, il est le troisième fils et est baptisé James Arthur Wellington Foley Butler.

## Carrière
Lord Arthur fait ses études à Harrow et à Trinity College, Cambridge. Plus tard, il rejoint l'armée comme lieutenant dans le 1er Life Guards, et sert comme Stewart State d'Henry Herbert (4e comte de Carnarvon), tandis que ce dernier est Lord Lieutenant d'Irlande.
Il est juge de la paix dans le comté de Kent et lieutenant adjoint dans le comté de Kilkenny. Il est le 28e chef héréditaire Bulter d'Irlande. Contrairement aux générations précédentes, il ne vit pas au siège familial du château de Kilkenny, car son fils l'hérite directement de son oncle. Le contenu du château est vendu en 1935 et le château est négligé.

## Famille
Il épouse l'héritière américaine Ellen Stager (fille de Gen. Anson Stager de Chicago, Illinois) le 8 mars 1887 et ont quatre enfants:
- Lady Evelyn Frances Butler (née le 20 décembre 1887), mariée avec le vice-amiral Edmund Rupert Drummond, fils du 10e vicomte Strathallan et frère du 15e comte de Perth et a une descendance.
  - Anne Drummond (née le 30 juin 1911)
  - Jean Constance Drummond (né le 20 août 1914)
  - James Ralph Drummond (né le 28 mars 1918)
- George Butler (5e marquis d'Ormonde) (1890-1949)
  - James Anthony Butler, vicomte Thurles (né le 18 août 1916)
  - Moyra Rosamund Butler (née le 2 décembre 1920)
- Arthur Butler (6e marquis d'Ormonde) (1893-1971)
  - Jane Butler (née le 9 janvier 1925)
  - Martha Butler (née le 14 janvier 1926)
- Eleanor Rachel Butler (née le 24 avril 1894), épouse le capitaine Edward Brassey Egerton et ensuite William Henry Prior (connu plus tard sous le nom de Lady Rachel Prior).

Après son mariage, le couple est connu comme Lord et Lady Arthur Butler. Lady Arthur apporte une fortune personnelle de US$1,000,000, qui est l'équivalent d'environ 200.000 livres en 1887. Son père, le général Anson Stager (en) est le pionnier de l'utilisation du télégraphe, et le chef du télégraphe militaire américain pendant la guerre civile.
En 1891, le couple est domicilié 21 Park Lane, City of Westminster, Londres. et à Sandleford Priory, près de Newbury, en 1897,.
En 1909, Lord et Lady Arthur achètent Gennings House dans le Kent et louent le 11 Bryanston Square à Londres. Après la mort du frère de Lord Arthur en 1919, il est marquis d'Ormonde, et son fils, George Butler, 5e marquis d'Ormonde hérite de la majeure partie des domaines familiaux afin d'éviter la double imposition. Conformément à la volonté du 3e marquis, Lord Ormonde est le bénéficiaire d'une rente annuelle de 3 000 £ sur le domaine Ormonde.
Dans les années 1920, la sœur d'Ellen, marquise d'Ormonde, Mme Annie Stager Hickox (de Cleveland, Ohio) est décédée à Monte Carlo. Elle laisse une succession totale de 847 207 $, dont la moitié est laissée à Lady Ormonde.
Ses cendres sont à Ulcombe, Kent.